# CART-Saison 1995
Die CART-Saison 1995 war die 17. Saison der CART-Rennserie und die 74. Meisterschaftssaison im US-amerikanischen Formelsport.

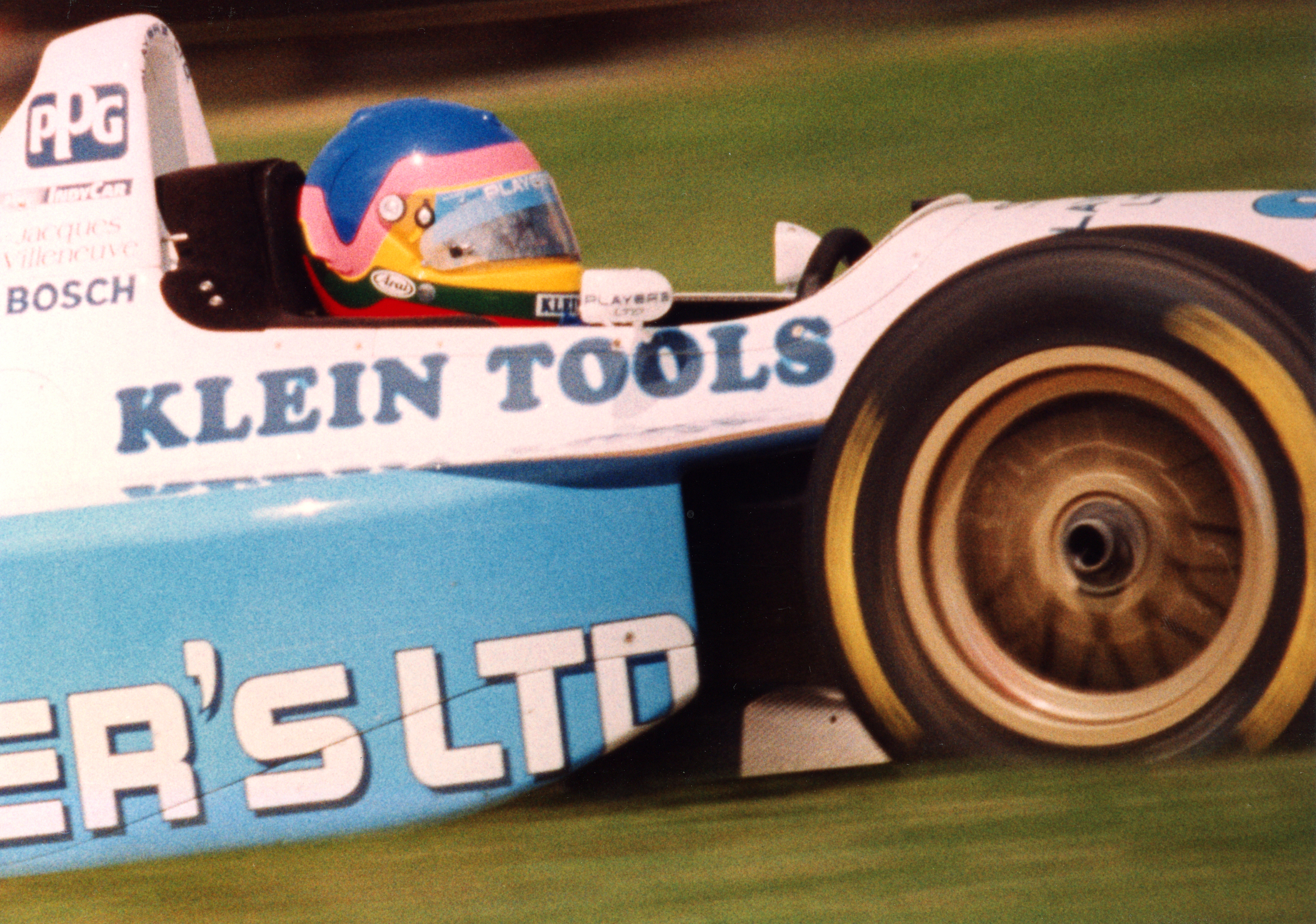
Jacques Villeneuve 1996 in Mid-Ohio

## Hintergrund
Die Saison 1995 begann am 5. März im Bicentennial Park (USA) und endete nach 17 Rennen am 10. September in Laguna Seca (USA).
Der Fahrer-Meister von 1993 Nigel Mansell (Newman/Haas Racing) kehrte in die Formel 1 zurück.
Der damalige Präsident des Indianapolis Motor Speedway Tony George gründete die Konkurrenz-Serie Indy Racing League (IRL), die spätere IndyCar Series.
Der Teil-Teameigner von Forsythe/Green Racing Gerry Forsythe verkaufte seine Anteile, um sein neues Team Forsythe Racing zu gründen und verpflichtete den Ex-Formel-1-Fahrer Teo Fabi.
Der Fahrer-Meister Jacques Villeneuve wechselte auf die Saison 1996 in die Formel 1 zum Williams-Team.

## Saisonverlauf
Der Kanadier Jacques Villeneuve gewann das Indianapolis 500 und sicherte sich den Fahrer-Meistertitel mit vier Rennsiegen während der Saison. Villeneuve hatte am Ende nur 11 Punkte Vorsprung auf seinen nächsten Verfolger Al Unser Junior, der sich für das Indianapolis 500 nicht qualifizieren konnte. Unser gewann ebenfalls vier Meisterschaftsläufe.
Den Titel "Rookie of the Year" sicherte sich Gil de Ferran mit dem 14. Platz in der Fahrer-Meisterschaft, er siegte in Laguna Seca.

## Teams und Fahrer
| Team                     | Chassis                             | Motor               | R. | Nr. | Fahrer                 | Rennen               |
| ------------------------ | ----------------------------------- | ------------------- | -- | --- | ---------------------- | -------------------- |
| Team Penske              | Penske PC-24                        | Mercedes-Benz IC108 | G  | 1   | Al Unser Jr.           | 1–17                 |
| Team Penske              | Penske PC-24                        | Mercedes-Benz IC108 | G  | 2   | Emerson Fittipaldi     | 1–17                 |
| Newman/Haas Racing       | Lola T95/00                         | Ford Cosworth XB    | G  | 3   | Paul Tracy             | 1–17                 |
| Newman/Haas Racing       | Lola T95/00                         | Ford Cosworth XB    | G  | 6   | Michael Andretti       | 1–17                 |
| Chip Ganassi Racing      | Reynard 95I                         | Ford Cosworth XB    | G  | 4   | Bryan Herta            | 1–17                 |
| Chip Ganassi Racing      | Reynard 95I                         | Ford Cosworth XB    | G  | 12  | Jimmy Vasser           | 1–17                 |
| Walker Racing            | Reynard 95I                         | Ford Cosworth XB    | G  | 5   | Robby Gordon           | 1–17                 |
| Walker Racing            | Reynard 95I                         | Ford Cosworth XB    | G  | 15  | Christian Fittipaldi   | 1–17                 |
| Dick Simon Racing        | Lola T95/00 Lola T94/00 Lola T92/00 | Ford Cosworth XB    | G  | 7   | Eliseo Salazar         | 1–17                 |
| Dick Simon Racing        | Lola T95/00 Lola T94/00 Lola T92/00 | Ford Cosworth XB    | G  | 22  | Arie Luyendyk          | 3                    |
| Dick Simon Racing        | Lola T95/00 Lola T94/00 Lola T92/00 | Ford Cosworth XB    | G  | 22  | Carlos Guerrero        | 4–17                 |
| Dick Simon Racing        | Lola T95/00 Lola T94/00 Lola T92/00 | Ford Cosworth XB    | G  | 99  | Dean Hall              | 1–6                  |
| Dick Simon Racing        | Lola T95/00 Lola T94/00 Lola T92/00 | Ford Cosworth XB    | G  | 99  | Marco Greco            | 9–10                 |
| Hall Racing              | Reynard 95I                         | Mercedes-Benz IC108 | G  | 8   | Gil de Ferran          | 1–17                 |
| Rahal-Hogan Racing       | Lola T95/00                         | Mercedes-Benz IC108 | G  | 9   | Bobby Rahal            | 1–17                 |
| Rahal-Hogan Racing       | Lola T95/00                         | Mercedes-Benz IC108 | G  | 11  | Raul Boesel            | 1–17                 |
| Galles Racing            | Lola T95/00                         | Mercedes-Benz IC108 | G  | 10  | Adrián Fernández       | 1–17                 |
| Galles Racing            | Lola T95/00                         | Mercedes-Benz IC108 | G  | 55  | Marco Greco            | 4–6, 8, 11–12, 14–17 |
| A. J. Foyt Enterprises   | Lola T95/00                         | Ford Cosworth XB    | G  | 14  | Eddie Cheever          | 1–15                 |
| A. J. Foyt Enterprises   | Lola T95/00                         | Ford Cosworth XB    | G  | 14  | Brian Till             | 16                   |
| A. J. Foyt Enterprises   | Lola T95/00                         | Ford Cosworth XB    | G  | 14  | Fredrik Ekblom         | 17                   |
| Bettenhausen Motorsports | Penske PC-23                        | Mercedes-Benz IC108 | G  | 16  | Stefan Johansson       | 1–5, 7–17            |
| Bettenhausen Motorsports | Reynard 94I                         | Mercedes-Benz IC108 | G  | 16  | Stefan Johansson       | 6                    |
| PacWest Racing           | Reynard 95I Reynard 94I             | Ford Cosworth XB    | G  | 17  | Danny Sullivan         | 1–13                 |
| PacWest Racing           | Reynard 95I Reynard 94I             | Ford Cosworth XB    | G  | 17  | Juan Manuel Fangio II  | 14–17                |
| PacWest Racing           | Reynard 95I Reynard 94I             | Ford Cosworth XB    | G  | 18  | Maurício Gugelmin      | 1–17                 |
| Payton/Coyne Racing      | Lola T94/00 Lola T95/00             | Ford Cosworth XB    | F  | 19  | Éric Bachelart         | 1–4, 6, 8–12, 14     |
| Payton/Coyne Racing      | Lola T94/00 Lola T95/00             | Ford Cosworth XB    | F  | 19  | Buddy Lazier           | 5, 7, 13, 15         |
| Payton/Coyne Racing      | Lola T94/00 Lola T95/00             | Ford Cosworth XB    | F  | 19  | Ross Bentley           | 16                   |
| Payton/Coyne Racing      | Lola T94/00 Lola T95/00             | Ford Cosworth XB    | F  | 19  | Franck Fréon           | 17                   |
| Payton/Coyne Racing      | Lola T94/00 Lola T95/00             | Ford Cosworth XB    | F  | 34  | Alessandro Zampedri    | 1–17                 |
| Patrick Racing           | Lola T95/00                         | Ford Cosworth XB    | F  | 20  | Scott Pruett           | 1–17                 |
| Arciero Racing           | Reynard 94I                         | Ford Cosworth XB    | F  | 25  | Hiro Matsushita        | 1–17                 |
| Team Green               | Reynard 95I                         | Ford Cosworth XB    | G  | 27  | Jacques Villeneuve     | 1–17                 |
| Tasman Motorsports       | Reynard 95I                         | Honda HRX & HRH     | F  | 31  | André Ribeiro          | 1–17                 |
| Forsythe Racing          | Reynard 95I                         | Ford Cosworth XB    | G  | 33  | Teo Fabi               | 1–17                 |
| Pagan Racing             | Reynard 94I                         | Mercedes-Benz IC108 | G  | 21  | Dennis Vitolo          | 1                    |
| Pagan Racing             | Reynard 94I                         | Mercedes-Benz IC108 | G  | 21  | Roberto Guerrero       | 3, 6                 |
| Tasman Motorsports       | Reynard 95I                         | Honda HRX & HRH     | F  | 24  | Scott Goodyear         | 6, 14, 16            |
| Team Menard              | Lola T95/00                         | Buick Indy V6       | G  | 40  | Arie Luyendyk          | 6                    |
| Team Menard              | Lola T95/00                         | Buick Indy V6       | G  | 60  | Scott Brayton          | 6                    |
| Team Menard              | Lola T95/00                         | Buick Indy V6       | G  | 80  | Buddy Lazier           | 6                    |
| A. J. Foyt Enterprises   | Lola T95/00                         | Ford Cosworth XB    | G  | 41  | Scott Sharp            | 6                    |
| Greenfield Racing        | Lola T92/00                         | Greenfield          | F  | 42  | Michael Greenfield     | 6                    |
| Arizona Motorsports      | Lola T92/00                         | Ford Cosworth XB    | F  | 44  | Jeff Ward              | 6                    |
| Comptech Racing          | Reynard 95I                         | Honda HRX & HRH     | F  | 49  | Parker Johnstone       | 8, 10, 12–14, 16–17  |
| Beck Motorsports         | Lola T95/00                         | Ford Cosworth XB    | F  | 54  | Hideshi Matsuda        | 6                    |
| Project Indy             | Reynard 95I Reynard 94I Lola T93/00 | Ford Cosworth XB    | G  | 64  | Christian Danner       | 1, 8                 |
| Project Indy             | Reynard 95I Reynard 94I Lola T93/00 | Ford Cosworth XB    | G  | 64  | Buddy Lazier           | 2, 11                |
| Project Indy             | Reynard 95I Reynard 94I Lola T93/00 | Ford Cosworth XB    | G  | 64  | Franck Fréon           | 4                    |
| Project Indy             | Reynard 95I Reynard 94I Lola T93/00 | Ford Cosworth XB    | G  | 64  | Johnny Parsons         | 6                    |
| Project Indy             | Reynard 95I Reynard 94I Lola T93/00 | Ford Cosworth XB    | G  | 64  | Hubert Stromberger     | 10, 14               |
| Project Indy             | Reynard 95I Reynard 94I Lola T93/00 | Ford Cosworth XB    | G  | 64  | Domenico Schiattarella | 16–17                |
| Dick Simon Racing        | Lola T95/00 Lola T94/00 Lola T92/00 | Ford Cosworth XB    | G  | 77  | Davy Jones             | 6                    |
| Dick Simon Racing        | Lola T95/00 Lola T94/00 Lola T92/00 | Ford Cosworth XB    | G  | 90  | Lyn St. James          | 6, 7, 13             |
| Hemelgarn Racing         | Reynard 95I                         | Ford Cosworth XB    | F  | 91  | Stan Fox               | 6                    |
| Hemelgarn Racing         | Lola T92/00                         | Ford Cosworth XB    | F  | 95  | Davey Hamilton         | 6                    |
| Hemelgarn Racing         | Lola T92/00                         | Buick Indy V6       | F  | 96  | Jim Crawford           | 6                    |
| Autosport Racing Team    | Lola T92/00                         | Menard Indy V-6     | F  | 92  | Franck Fréon           | 6                    |

G Goodyear F Firestone

## Statistik

### Rennergebnisse
| Nr. | Datum     | Rennen                          | Sieger             | Team               | Rennzeit | Pole-Position      | Schnellste Runde   |
| --- | --------- | ------------------------------- | ------------------ | ------------------ | -------- | ------------------ | ------------------ |
| 1   | 5. März   | Bicentennial Park               | Jacques Villeneuve | Team Green         | 1:59:16  | Michael Andretti   | Scott Pruett       |
| 2   | 19. März  | Surfers Paradise                | Paul Tracy         | Newman/Haas Racing | 1:58:26  | Michael Andretti   | Michael Andretti   |
| 3   | 2. April  | Phoenix International Raceway   | Robby Gordon       | Walker Racing      | 1:29:33  | Bryan Herta        | Emerson Fittipaldi |
| 4   | 9. April  | Streets of Long Beach           | Al Unser jr.       | Team Penske        | 1:49:32  | Michael Andretti   | Michael Andretti   |
| 5   | 23. April | Nazareth Speedway               | Emerson Fittipaldi | Team Penske        | 1:31:23  | Robby Gordon       | Emerson Fittipaldi |
| 6   | 28. Mai   | Indianapolis Motor Speedway     | Jacques Villeneuve | Team Green         | 3:15:17  | Scott Brayton      | Scott Goodyear     |
| 7   | 4. Juni   | Milwaukee Mile                  | Paul Tracy         | Newman/Haas Racing | 1:27:23  | Teo Fabi           | Teo Fabi           |
| 8   | 11. Juni  | Raceway at Belle Isle           | Robby Gordon       | Walker Racing      | 1:56:11  | Robby Gordon       | Michael Andretti   |
| 9   | 25. Juni  | Portland International Raceway  | Al Unser jr.       | Team Penske        | 1:54:49  | Jacques Villeneuve | Al Unser Jr.       |
| 10  | 9. Juli   | Road America                    | Jacques Villeneuve | Team Green         | 1:55:29  | Jacques Villeneuve | Jacques Villeneuve |
| 11  | 16. Juli  | Exhibition Place                | Michael Andretti   | Newman/Haas Racing | 1:50:25  | Jacques Villeneuve | Bobby Rahal        |
| 12  | 23. Juli  | Cleveland Street Course         | Jacques Villeneuve | Team Green         | 1:38:19  | Gil de Ferran      | Jacques Villeneuve |
| 13  | 30. Juli  | Michigan International Speedway | Scott Pruett       | Patrick Racing     | 3:07:52  | Parker Johnstone   | Parker Johnstone   |
| 14  | 13. Aug.  | Mid-Ohio Sports Car Course      | Al Unser jr.       | Team Penske        | 1:44:04  | Jacques Villeneuve | Al Unser Jr.       |
| 15  | 20. Aug.  | New Hampshire Int. Speedway     | André Ribeiro      | Tasman Motorsports | 1:34:36  | André Ribeiro      | Teo Fabi           |
| 16  | 3. Sept   | Streets of Vancouver            | Al Unser jr.       | Team Penske        | 1:46:54  | Jacques Villeneuve | Bobby Rahal        |
| 17  | 10. Sept. | Laguna Seca Raceway             | Gil de Ferran      | Jim Hall Racing    | 1:53:17  | Jacques Villeneuve | Gil de Ferran      |

### Fahrer-Meisterschaft
| Pos. | Fahrer                    | Pt. |
| ---- | ------------------------- | --- |
| 1    | Jacques Villeneuve        | 172 |
| 2    | Al Unser junior           | 161 |
| 3    | Bobby Rahal               | 128 |
| 4    | Michael Andretti          | 123 |
| 5    | Robby Gordon              | 121 |
| 6    | Paul Tracy                | 115 |
| 7    | Scott Pruett              | 112 |
| 8    | Jimmy Vasser              | 92  |
| 9    | Teo Fabi                  | 83  |
| 10   | Maurício Gugelmin         | 80  |
| 11   | Emerson Fittipaldi        | 67  |
| 12   | Adrián Fernández          | 66  |
| 13   | Stefan Johansson          | 60  |
| 14   | Gil de Ferran (R)         | 56  |
| 15   | Christian Fittipaldi (R)  | 54  |
| 16   | Raul Boesel               | 48  |
| 17   | André Ribeiro (R)         | 38  |
| 18   | Eddie Cheever             | 33  |
| 19   | Danny Sullivan            | 32  |
| 20   | Bryan Herta               | 30  |
| 21   | Eliseo Salazar (R)        | 19  |
| 22   | Alessandro Zampedri       | 15  |
| 23   | Éric Bachelart            | 8   |
| 24   | Juan Manuel Fangio II (R) | 6   |
| 25   | Christian Danner          | 6   |
| 26   | Arie Luyendyk             | 6   |
| 27   | Parker Johnstone          | 6   |
| 28   | Hiro Matsushita           | 5   |
| 29   | Marco Greco               | 2   |
| 30   | Carlos Guerrero (R)       | 2   |
| 31   | Dean Hall                 | 2   |
| 32   | Scott Goodyear            | 1   |
| 33   | Roberto Guerrero          | 1   |
| 34   | Scott Brayton             | 1   |
| 35   | Buddy Lazier              | 0   |
| 36   | Franck Fréon              | 0   |
| 37   | Hideshi Matsuda           | 0   |
| 38   | Hubert Stromberger (R)    | 0   |
| 39   | Lyn St. James             | 0   |
| 40   | Domenico Schiattarella    | 0   |
| 41   | Dennis Vitolo             | 0   |
| 42   | Fredrik Ekblom (R)        | 0   |
| 43   | Davy Jones                | 0   |
| 44   | Scott Sharp               | 0   |
| 45   | Brian Till                | 0   |
| 46   | Stan Fox                  | 0   |
|      | Jim Crawford              | 0   |
|      | Michael Greenfield        | 0   |
|      | Davey Hamilton            | 0   |
|      | Johnny Parsons            | 0   |
|      | Jeff Ward                 | 0   |
|      | Ross Bentley              | 0   |
|      | Mike Groff                | 0   |
|      | Jeff Wood                 | 0   |

### Nationen-Cup
| Pos. | Land               | Pt. |
| ---- | ------------------ | --- |
| 1    | Vereinigte Staaten | 290 |
| 2    | Kanada             | 219 |
| 3    | Brasilien          | 201 |
| 4    | Italien            | 90  |
| 5    | Mexiko             | 68  |
| 6    | Schweden           | 60  |
| 7    | Chile              | 19  |
| 8    | Belgien            | 8   |
| 9    | Argentinien        | 6   |
| 10   | Deutschland        | 6   |
| 11   | Niederlande        | 6   |
| 12   | Japan              | 5   |
| 13   | Kolumbien          | 1   |
| 14   | Frankreich         | 0   |
| 15   | Österreich         | 0   |
|      | Schottland         | 0   |

### Konstrukteurs-Cup
| Pos. | Chassis | Pt. | Siege |
| ---- | ------- | --- | ----- |
| 1    | Reynard | 302 | 8     |
| 2    | Lola    | 273 | 4     |
| 3    | Penske  | 202 | 5     |

### Motoren-Cup
| Pos. | Motor         | Pt. | Siege |
| ---- | ------------- | --- | ----- |
| 1    | Ford          | 331 | 10    |
| 2    | Mercedes-Benz | 267 | 6     |
| 3    | Honda         | 47  | 1     |
| 4    | Menard        | 7   | 0     |